# Курмачкаси
Курмачка́си (рос. Курмачкасы, ерз. Курмачкасы) — село у складі Ромодановського району Мордовії, Росія. Входить до складу Набережного сільського поселення.
У селі народився Герой Радянського Союзу Щипакін Іван Олексійович (1923-2016).

## Населення
Населення — 272 особи (2010; 288 у 2002).
Національний склад (станом на 2002 рік):
- росіяни — 83 %